# پیونده
پیونده(به انگلیسی: Binder) به مواد و ترکیباتی گفته می‌شود که به عنوان یک بستر مابقی اجزا شیمیایی یک مخلوط پیچیده را در بر می‌گیرد. به عنوان مثال در صنایع رنگ، رزین به عنوان یک پیونده اجزایی چون رنگدانه و پرکننده‌ها را در بر می‌گیرد و تشکیل یک مخلوط یکنواخت را می‌دهد.